# Plana de la Seu

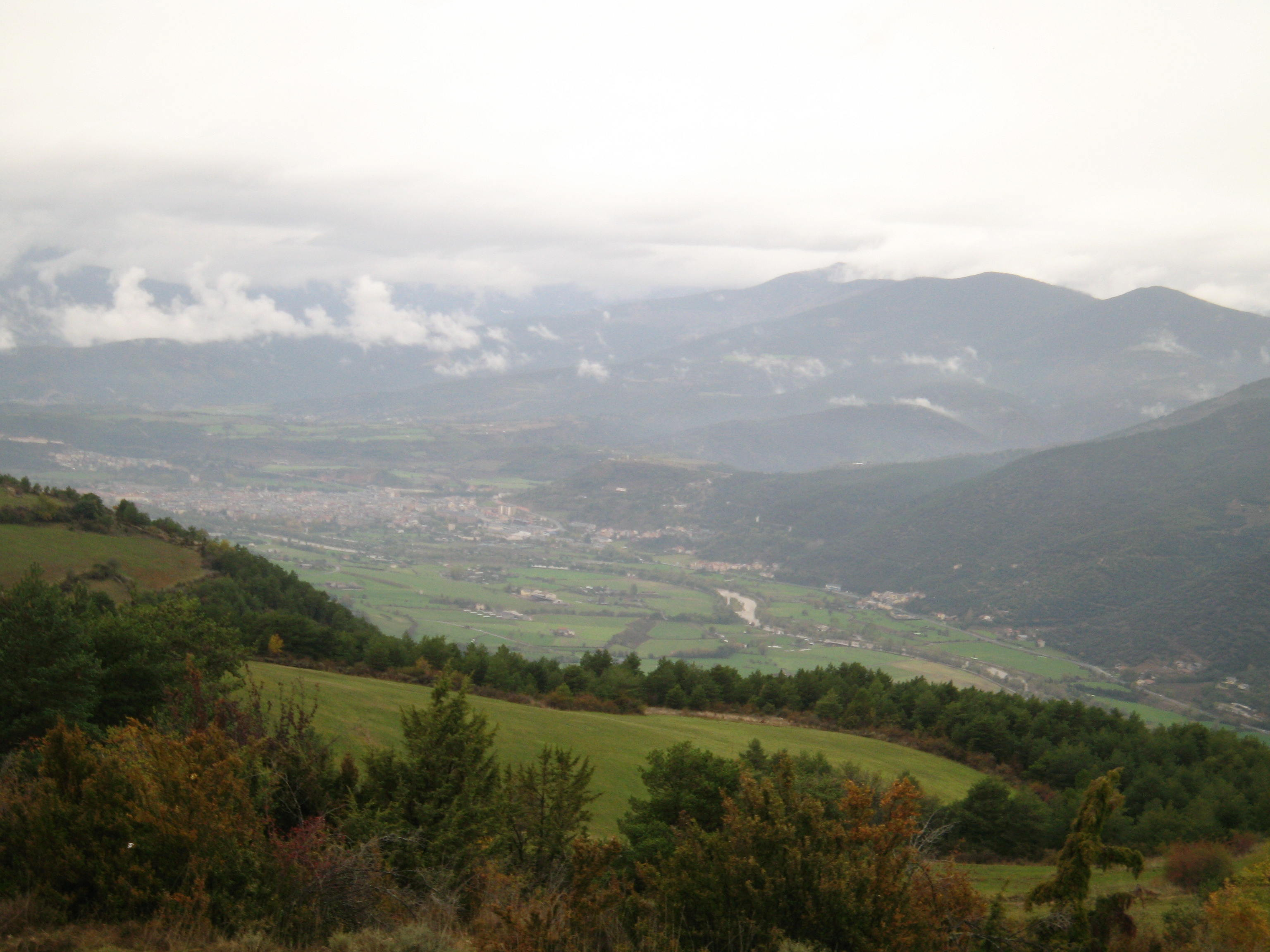
Panoràmica des de Vilanova de Banat, de la plana de la Seu.

La plana de la Seu, també coneguda com a ribera de la Seu, és una plana que es troba als Pirineus catalans. La plana és formada pel riu Segre a la seva confluència amb el riu la Valira. La plana és una clotada, espai de terreny entre terrenys més alts, producte de l'enfonsament d'una dovella pirinenca, terraplenada posteriorment per dipòsits lacustres miocènics. I on hi hagué un llac miocènic.
La plana de la Seu comença a l'anomenat forat de la Seu, és a dir a l'Estret de les Cabanotes, a la ribera d'Arsèguel on el Segre s'obre pas. La ribera de la Seu és voltada d'altes muntanyes i serralades, la més vistosa de les quals és la serra del Cadí, coronada de roca blanca, important escarpament de falla que limita pel sud la fossa tectònica. A la plana s'hi troba la ciutat de la Seu d'Urgell, ciutat que li dona nom a la plana. També s'hi troben les Torres, entre altres indrets del municipi de la Seu d'Urgell, i la part baixa d'Alàs (Alàs i Cerc).
A la vegada, a la plana arran de la Valira, hi ha un serrat allargat paral·lel al riu. La part de ponent és accidentada pels contraforts que davallen del tossal d'Estelareny i del roc de l'Àliga i que atenyen els 817 metres al turó del Corb. Per l'esquerra del Segre el territori és força més ample, regat per diverses séquies i canals que prenen les aigües del mateix riu.